# Tirapié
Se llama tirapié a la correa de que los zapateros se valen para fijar y mantener la obra en las rodillas. También se le da el nombre de estola de San Crispín. 
Tiene de ancho 2,5 cm. poco más o menos y sus extremos están unas veces unidos y fijos por una costura fuerte e inmóvil, otras con una hebilla que le permite alargarse y encogerse según conviene. De este modo el tirapié puede adaptarse a todas las medidas y sobre todos los puntos de una obra cualquiera que sea, lo cual es imposible cuando es de correa fija. En efecto, si la horma de que se vale el trabajador es de tal modo gruesa que no la puede abarcar el tirapié, resultará este más incómodo que útil; si por el contrario, es muy pequeña la horma, sería embarazoso. Así que, a pesar de que la hebilla sea susceptible de estorbar al trabajador, puede, con alguna precaución, eludirse esta dificultad pasando la hebilla por debajo, del pie. 
De cualquier manera que sea, el tirapié es una herramienta muy útil para el zapatero. Reemplaza muy bien una horma de cabriolé e incluso se podría, sin ayuda de otra cosa, pespuntear las botas de una manera tan regular como continuada.